# جون دبليو. غاديس
جون دبليو. غاديس (بالإنجليزية: John W. Gaddis)‏ هو مهندس معماري أمريكي، ولد في 2 ديسمبر 1858، وتوفي في 5 سبتمبر 1931.